# Schefflera hypoleuca
Schefflera hypoleuca är en araliaväxtart som först beskrevs av Wilhelm Sulpiz Kurz, och fick sitt nu gällande namn av Hermann August Theodor Harms. Schefflera hypoleuca ingår i släktet Schefflera och familjen araliaväxter. Inga underarter finns listade.